# Paul Elstak

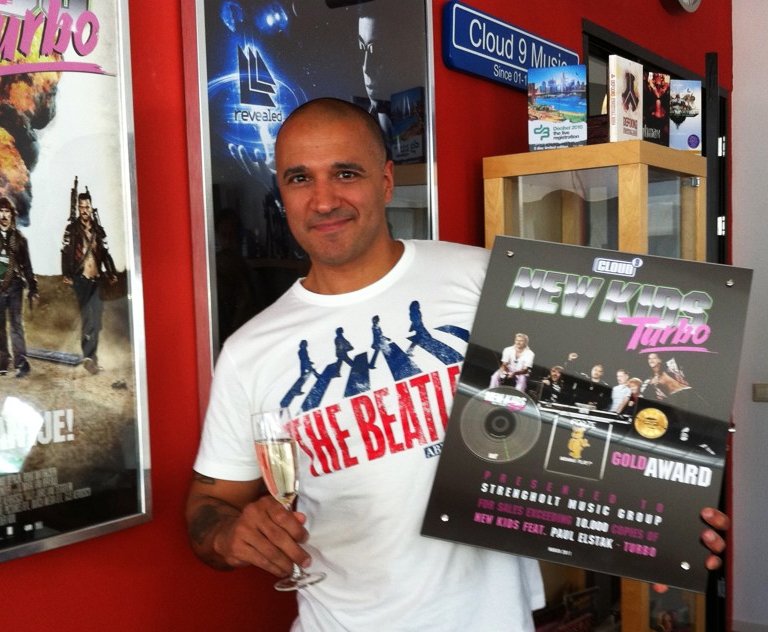
Paul Elstak (2011)

Paul Roger Elstak (* 14. Januar 1966 in Den Haag) ist ein niederländischer Hardcore-Techno-Musiker und -DJ indonesischer Abstammung. Er ist verwandt mit dem Jazzmusiker und Komponisten Nedly Elstak.

## Wirken
Paul Elstak gehört zu den prägendsten Charakteren in der Hardcore-Techno-Szene. Er hat oft den Ruf inne, der Erfinder des Hardcore Technos zu sein, da er in den Anfängen großen Anteil an der Popularisierung dieses – in Bezug auf niederländische Produktionen auch Gabber genannten – Stils hatte. Dies gelang ihm insbesondere durch sein 1992 gegründetes Label Rotterdam Records und dem bei ihm unter Vertrag gewesenen Act Euromasters. Allerdings war es der Frankfurter Marc Acardipane, der bereits 1990 mit „We Have Arrived“ als Mescalinum United den ersten anerkannten Track dieses Genres auf dem Label Planet Core Productions veröffentlichte.
Paul Elstak hat nicht nur den für sein Heimatland typischen Gabber produziert, sondern auch weicheren, fröhlichen Happy Hardcore bzw. Dance. Mit einigen solcher Tracks, wie etwa seinen auf kommerzielle Erfolge ausgerichteten Coverversionen von „Love You More“ (Sunscreem) und „Rainbow In The Sky“ oder auch dem Titel „Promised Land“, landete er sogar in den europäischen Charts. Das führte dazu, dass Elstak zu dieser Zeit sogar in der deutschen Bravo vertreten war. Dies war ein klarer Bruch mit der ursprünglich stark vom Underground geprägten Szene und mutete als persönlicher Ausverkauf an, was ihm damals von vielen Gabbers übel genommen wurde. Durch die darauf folgenden Gabber-Produktionen konnte er seinen Ruf in der Szene allerdings nach einiger Zeit wieder rehabilitieren.
1997, als sich Elstak nicht mehr auf Happy Hardcore und Dance konzentrierte, widmete er zusammen mit der Punkband Teenage Warning dem 1996 verstorbenen US-Amerikaner Stephen Donaldson (alias Donny the Punk) sowie dem 1991 verstorbenen niederländischen Musiker Peter Slaghuis (alias Hithouse, ebenfalls bei Holy Noise mit Paul Elstak und Rob Fabrie aktiv) die Veröffentlichung „Brohymn“, die ein Cover des Lieds „Bro Hymn“ der Punkband Pennywise ist.
Viele Titel Elstaks finden sich in den Folgen der niederländischen Comedyserie New Kids wieder, da sie zum Stil der Charaktere passen. Konsequenz hieraus wurde, dass Elstak für den im Dezember 2010 erschienenen Kinofilm New Kids Turbo den Titelsong und Teile des Soundtracks schrieb sowie einen Cameo-Auftritt in selbigen Film als auch in dessen Nachfolger New Kids Nitro hatte.
Paul Elstak veröffentlichte seine Happy-Hardcore-Platten viele Jahre unter seinem echten Namen, während er hingegen für seine Gabber-Tracks Pseudonyme benutzte, von denen das am häufigsten benutzte DJ Paul ist. Nach der Gründung seines Labels Offensive Records verabschiedete er sich allerdings von dieser Praxis und veröffentlichte auch wieder Gabber-Tracks unter seinem vollen Namen.
2023 wurde er mit dem niederländischen Musikpreis Gouden Harp ausgezeichnet. Als Joost Klein am 29. Februar seinen Song Europapa für den Eurovision Song Contest 2024 in Malmö ankündigte, wurde bekannt gegeben, dass Elstak den Song zusammen mit Teun de Kruif, alias Tantu Beats, für Joost Klein produzierte.

## Diskografie

### Studioalben
| Jahr | Titel                       | Höchstplatzierung, Gesamtwochen, AuszeichnungChartplatzierungen (Jahr, Titel, Platzierungen, Wochen, Auszeichnungen, Anmerkungen) | Höchstplatzierung, Gesamtwochen, AuszeichnungChartplatzierungen (Jahr, Titel, Platzierungen, Wochen, Auszeichnungen, Anmerkungen) | Anmerkungen                                              |
| Jahr | Titel                       | NL | BEF | Anmerkungen                                              |
| ---- | --------------------------- | --- | --- | -------------------------------------------------------- |
| 1995 | May the Forze Be with You   | NL11 Platin · (14 Wo.)NL | BEF177 (1 Wo.)BEF | Erstveröffentlichung: 1995 in BE erst 2021 in den Charts |
| 2007 | Show No Fear                | NL62 (3 Wo.)NL | — | Erstveröffentlichung: 2007                               |
| 2017 | B2S Presents DJ Paul Elstak | NL16 (2 Wo.)NL | BEF51 (7 Wo.)BEF | Erstveröffentlichung: 21. April 2017                     |

### Kompilationen
| Jahr | Titel Album | Höchstplatzierung, Gesamtwochen, AuszeichnungChartsChartplatzierungen (Jahr, Titel, Album, Platzierungen, Wochen, Auszeichnungen, Anmerkungen) | Anmerkungen                |
| Jahr | Titel Album | NL | Anmerkungen                |
| ---- | ----------- | --- | -------------------------- |
| 2011 | The Best Of | NL55 (6 Wo.)NL | Erstveröffentlichung: 2011 |

### Singles
| Jahr | Titel Album                                                   | Höchstplatzierung, Gesamtwochen, AuszeichnungChartplatzierungen (Jahr, Titel, Album, Platzierungen, Wochen, Auszeichnungen, Anmerkungen) | Höchstplatzierung, Gesamtwochen, AuszeichnungChartplatzierungen (Jahr, Titel, Album, Platzierungen, Wochen, Auszeichnungen, Anmerkungen) | Höchstplatzierung, Gesamtwochen, AuszeichnungChartplatzierungen (Jahr, Titel, Album, Platzierungen, Wochen, Auszeichnungen, Anmerkungen) | Anmerkungen                                                                                          |
| Jahr | Titel Album                                                   | NL | BEF | DE | Anmerkungen                                                                                          |
| ---- | ------------------------------------------------------------- | --- | --- | --- | --- |
| 1995 | Life Is Like a Dance / Play My Game May the Forze Be with You | NL9 (9 Wo.)NL | — | — | Erstveröffentlichung: 1995                                                                           |
| 1995 | Luv U More May the Forze Be with You                          | NL2 (11 Wo.)NL | — | — | Erstveröffentlichung: 20. Juli 1995                                                                  |
| 1995 | Rainbow in the Sky May the Forze Be with You                  | NL3 Platin · (10 Wo.)NL | BEF33 (4 Wo.)BEF | — | Erstveröffentlichung: 1995                                                                           |
| 1995 | Don’t Leave Me Alone May the Forze Be with You                | NL2 (10 Wo.)NL | — | — | Erstveröffentlichung: 1995                                                                           |
| 1996 | The Promised Land May the Forze Be with You                   | NL3 (10 Wo.)NL | — | — | Erstveröffentlichung: 3. April 1996                                                                  |
| 1996 | Rave On –                                                     | NL4 (8 Wo.)NL | — | — | Erstveröffentlichung: 1996                                                                           |
| 1996 | Unity –                                                       | NL17 (4 Wo.)NL | — | — | Erstveröffentlichung: 1996                                                                           |
| 2010 | Turbo –                                                       | NL11 Platin · (12 Wo.)NL | BEF41 (1 Wo.)BEF | — | Erstveröffentlichung: 8. November 2010 New Kids feat. Paul Elstak Titelsong des Films New Kids Turbo |
| 2017 | Kind van de Duivel –                                          | NL32 ×3Dreifachplatin · (8 Wo.)NL | BEF5 Gold · (13 Wo.)BEF | — | Erstveröffentlichung: 7. April 2017 Jebroer & DJ Paul Elstak                                         |
| 2017 | Engeltje –                                                    | NL14 Platin · (8 Wo.)NL | BEF26 (4 Wo.)BEF | — | Erstveröffentlichung: 16. Juni 2017 Jebroer, DJ Paul Elstak & Dr Phunk                               |
| 2017 | Kind eines Teufels –                                          | — | — | DE— GoldDE | Erstveröffentlichung: 2017 mit Jebroer; Übersetzung von Kind van de duivel                           |
| 2022 | Gabber Girl Rummelbums                                        | — | — | DE70 (1 Wo.)DE | Erstveröffentlichung: 27. Januar 2022 Finch feat. Paul Elstak                                        |